# Bohuslav Karlík
Bohuslav Karlík, född 25 november 1908 i Prag, död 29 september 1996 i Prag, var en tjeckoslovakisk kanotist.
Karlík blev olympisk silvermedaljör i C-1 1000 meter vid sommarspelen 1936 i Berlin.